# Zinaida Kuprijanovič
Zinaida Alexandrovna Kuprijanovič, poklicno znana tudi kot Zina Kuprijanovič ali Zena (stilizirana kot ZENA), beloruska pevka, igralka in televizijska voditeljica, *17. september 2002.

## Kariera
Zena je svojo glasbeno kariero začela kot otroška pevka leta 2013, ko je nastopila na več pevskih tekmovanjih za otroke.
Zena se je dvakrat potegovala za predstavnico Belorusije na Mladinski pesmi Evrovizije, in sicer leta 2015, ko je s pesmijo »Mir« zasedla četrto mesto, ter leta 2016, ko je s pesmijo »Kosmos« zasedla tretje mesto. Leta 2018 je Zena skupaj z Evgenyjem Perlinom in Heleno Meraai vodila Mladinsko pesem Evrovizije 2018. Zena je med drugim posodila glas za rusko sinhronizacijo lika Moane v istoimenskem animiranem filmu.

### Pesem Evrovizije
Leta 2019 je bila Zena predstavnica Belorusije na tekmovanju za Pesem Evrovizije 2019 s pesmijo »Like It«. Nastopila je v prvem polfinalu in se kot 10. uvrščena s 122 točkami uvrstila v finale. V finalu se je s 31 točkami uvrstila na 24. mesto med 26 državami. Bila je zadnja predstavnica Belorusije na Pesmi Evrovizije, ker je bilo tekmovanje 2020 odpovedano, leta 2021 pa je bila Belorusija diskvalificirana s tekmovanja in ji bilo prepovedana udeležba na prihodnjih tekmovanjih.

## Diskografija

### EP
- »На грани« (2016)

### Pesmi
- »Mir« (2015)
- »Kosmos« (2016)
- »Like It« (2019)
- »Гроза и Муза« (2021)
- »LADIES« (skupaj s Freddy Red, 2021)
- »На грани« (2021)
- »Slightly« (2021)
- »Каравелла« (2021)